# Věra Tichá
Věra Tichá (rodným jménem Lahůlková, též Hechtová, provdaná Fišmanová a Kynclová, 24. dubna 1922 Praha – 19. února 2012) byla zdravotnicí 1. československoho armádního sboru a spisovatelkou.

## Život

### Před druhou světovou válkou
Věra Lahůlková se narodila 24. dubna 1922 v Praze v rodině Věry a Zdeňka Lahůlkových, příslušníků pražské proletářské inteligence. Rodina se z důvodů své angažovanosti stěhovala postupně na ostravsko, do Přerova a v roce 1930 zpět do Prahy. V roce 1932 byl Zdeněk Lahůlek vyslán Komunistickou stranou Československa do Moskvy. Protože byl v té době souzen pro svou politickou činnost vycestoval s pasem na jméno Emil Hecht. Toto příjmení začaly následně používat i obě jeho děti. Rodina žila postupně v Moskvě, v sibiřském Prokopjevsku, od jara 1937 opět v Moskvě a následně v Noginsku, kde Věra Hechtová pracovala v textilní továrně. V roce 1935 byli Věřiny rodiče nuceni zažádat o sovětské občanství. Její otec byl v listopadu 1937 zatčen NKVD a bez soudu poslán na deset let do vyhnanství v Kazachstánu, rodina poté živořila. Matka se chtěla s dětmi vrátit do Československa, to jí ale nebylo umožněno.

### Druhá světová válka
Po napadení Sovětského svazu nacistickým Německem v červnu 1941 dokončila Věra Hechtová při práci střední školu, u Červeného kříže absolvovala zdravotnický kurz a v květnu 1942 byla odvedena do Rudé armády. Pracovala do konce roku ve vojenské nemocnici u Leningradského frontu, pak byla odeslána zpět do Noginsku, kde působila jako zdravotní sestra v tamní nemocnici. Během této doby došlo ke kontaktu s rodinou Jana Švermy, se kterým se Lahůlkovi znali už z Československa, a dohodě, že se Věra Hechtová společně se Švermovou dcerou Jiřinou přihlásí do československé zahraniční armády. Obě byly odvedeny začátkem srpna 1943. Věra pracovala jako spojařka, od října téhož roku pak na vlastní žádost opět jako zdravotnice a to až do konce války. V létě 1944 se poprvé vdala za dělostřelce Ladislava Fišmana načež se přesunula 2. československé brigádě. U Machnnówky byla raněna do zad a krku minometnou palbou.

### Po druhé světové válce
Pouhé tři měsíce po skončení druhé světové války Věra Fišmanová ovdověla poté, co její manžel zahynul při autonehodě. Dne 6. srpna 1946 potkal stejný osud i jejího bratra Jaromíra Hechta, tankového důstojníka, který stejně jako ona sloužil během války u československé zahraniční armády. Nastoupila studium na filozofické fakultě, ale musela jej předčasně ukončit kvůli vážnému onemocnění matky. Nakrátko byla vdána za Jiřího Kyncla, od konce čtyřicátých let pak za bývalého příslušníka Československé samostatné obrněné brigády Pavla Tichého, který byl v padesátých letech vězněn v uranových dolech. Manželům se v roce 1950 narodila dcera Jiřina. Věra Tichá vstoupila opět do armády, ve které pracovala až do svého odchodu do důchodu v roce 1973 a dosáhla hodnosti podplukovník. Působila na generálním štábu a posléze ve Vojensko historickém ústavu. Zemřela 19. února 2012.

## Publikační činnost
Věra Tichá se v poválečných letech věnovala psaní knih, jejichž tématem byly její zkušenosti a prožitky z druhé světové války:
- Po boku mužů (působení žen v 1. československém armádním sboru, Praha 1966)
- Čtvrteční vyprávění (příhody samotné Věry Tiché a z jejího okolí, Praha 1984)
- Balada o českém vojákovi (životopis bratra Jaromíra Hechta, 1986)
- Cesty k domovu 1939-1945 (paměti Věry Tiché, Brno, 2003)

## Vyznamenání
- 1944 Medaile Za bojové zásluhy
- Medaile za vítězství nad Německem ve Velké vlastenecké válce 1941–1945
- Dukelská pamětní medaile
- 1945 Československý válečný kříž 1939
- Československá medaile za zásluhy
- Medaile Za osvobození Prahy
- Pamětní medaile československé armády v zahraničí
- 1984 Řád práce